# Seisme
Seisme är en kulle i Antarktis. Den ligger i Östantarktis. Frankrike gör anspråk på området. Toppen på Seisme är 27 meter över havet.
Terrängen runt Seisme är platt åt sydost, men åt sydväst är den kuperad. Havet är nära Seisme norrut. Trakten är glest befolkad. Närmaste befolkade plats är Dumont d'Urville Station, 1,1 kilometer nordväst om Seisme. 